# Nana Caymmi
Dinahir Tostes "Nana" Caymmi (Rio de Janeiro, 29 de abril de 1941 – Rio de Janeiro, 1 de maio de 2025)  foi uma cantora e compositora brasileira.

## Carreira
Criada desde o nascimento num ambiente musical, sua vocação aflorou muito cedo. Filha do compositor, cantor e violonista Dorival Caymmi, e da cantora Stella Maris, seu dom e talento para a música já vinha de origens familiares. Em 1960, iniciou sua carreira artística quando gravou na gravadora Odeon a faixa Acalanto (Dorival Caymmi), no LP do pai, que compôs a canção de ninar para ela quando era ainda criança. Ela e Dorival gravaram em dueto a canção.
Lançou, também, o primeiro disco solo, um 78 RPM, com as músicas Adeus (Dorival Caymmi) e Nossos beijos (Hianto de Almeida e Macedo Norte). No dia 26 de abril desse mesmo ano, assinou contrato com a TV Tupi, apresentando-se no programa Sucessos Musicais, produzido por Fernando Confalonieri. Em seguida, passou a se apresentar, acompanhada pelo irmão Dori, o programa A Canção de Nana, produzido por Eduardo Sidney.
Gravou, em 1963, seu primeiro disco, chamado Nana, com arranjos de Oscar Castro-Neves, pela gravadora Elenco.
Em 1964, participou do disco, também da Elenco, Caymmi visita Tom e leva seus filhos Nana, Dori e Danilo, ao lado do pai e dos irmãos. Foi um disco que se tornou um clássico da música popular brasileira e lançou "das Rosas", composição inédita de Caymmi de muito sucesso não só no Brasil mas nos Estados Unidos, onde foi gravada por Andy Williams.
Em 1966, venceu a fase nacional do I Festival Internacional da Canção no Maracanãzinho do Rio, interpretando a canção Saveiros (Dori Caymmi e Nelson Motta). Apresentou-se no programa Ensaio Geral (TV Excelsior), ao lado de artistas como Gilberto Gil, Caetano Veloso, Tuca, Toquinho e Maria Bethânia, entre outros. Ainda nesse ano, assinou contrato com a TV Record, da cidade de São Paulo. Ao lado do segundo marido, Gilberto Gil, compôs a canção "Bom dia", canção apresentada pelos autores no III Festival de Música Brasileira (TV Record), em 1967.

Nana Caymmi e Gilberto Gil em 1967, no III Festival de Música Popular Brasileira

Seu contrato com a TV Record terminou em 1968. No mesmo ano a cantora estreou, no Rio de Janeiro, o show "Barroco".
Em 1969, foi citada por Carlos Drummond de Andrade no poema "A festa (Recapitulação)", publicado na edição do dia 23 de fevereiro do jornal Correio da Manhã.
Em 1970, fez uma temporada de shows com Dori Caymmi em Punta del Este, no Uruguai. Participou do espetáculo "Mustang Cor de Sangue", com Marcos Valle, Paulo Sérgio Valle e o conjunto Apolo 3, realizado no Teatro Castro Alves (Salvador) e no Teatro de Bolso, no Rio de Janeiro.
No ano seguinte, cantou "Morena do Mar" (Dorival Caymmi), na II Bienal do Samba (TV Record). Voltou a Punta del Este, para novas temporadas, em 1971 e em 1972, nesse último ano ao lado de Dori Caymmi, no Café del Puerto. Em 1973, apresentou-se em uma turnê de sucesso em Buenos Aires.
No ano seguinte, realizou um show, com o conjunto argentino Camerata, no Camerata Café Concert, em Punta del Este. Lançou na Argentina, pela gravadora Trova, ainda em 1974, o LP "Nana Caymmi", que vendeu 20 mil cópias. O disco, divulgado na Rádio Jornal do Brasil por Simon Khoury, chamou a atenção das gravadoras brasileiras. No ano seguinte, acompanhada pela Camerata, foi recebida pela mídia como Grande Show Woman, em sua temporada anual na Argentina.
Após um jejum de oito anos no mercado fonográfico brasileiro, ficou mais conhecida na Argentina que no Brasil. Lançou, em 18 de junho de 1975, na Sala Corpo e Som, do Museu de Arte Moderna (RJ), o LP "Nana Caymmi" (CID). O disco alcançou o 77º lugar no Hit Parade Carioca, uma semana após o lançamento. Fez, ainda, uma temporada, no mês de julho, na boate Igrejinha em São Paulo, sendo citada por Tárik de Souza, no "Jornal do Brasil", como a "Nina Simone brasileira" e provocando a admiração de Caetano Veloso, que considerou sua interpretação de "Medo de amar" (Vinícius de Moraes) uma das mais expressivas da música brasileira.
No dia 22 de outubro de 1976, foi contemplada com o Troféu Villa-Lobos de Melhor Cantora do Ano, oferecido pela Associação Brasileira de Produtores de Discos. Participou da trilha sonora de "Maria Maria", espetáculo do Balé Corpo, com músicas de Milton Nascimento e Fernando Brant e coreografia de Oscar Ajaz. Apresentou-se, ao lado de Ivan Lins, no Teatro João Caetano (RJ), pelo projeto "Seis e Meia", projeto de Albino Pinheiro. Ainda em 1976, lançou o LP "Renascer", com show no Teatro Opinião". A canção "Beijo partido" (Toninho Horta), na voz da cantora, foi incluída na trilha sonora da novela Pecado Capital (TV Globo).
Em 1977, gravou novo LP, pela RCA-Victor. O disco contou com a participação de Dorival Caymmi na faixa "Milagre", canção inédita do compositor, e teve show de lançamento no Teatro Ipanema (RJ). Ainda nesse ano, a gravadora CID Entertainment lançou no mercado brasileiro o disco "Nana Caymmi", gravado na Argentina em 1974, com o título "Atrás da porta". Inaugurou, ao lado de Ivan Lins, o "Projeto Pixinguinha" (Funarte, extensão nacional do projeto pioneiro de Albino Pinheiro.
Em 1978, apresentou-se com Dori Caymmi no mesmo "Projeto Pixinguinha". O show, dirigido por Arthur Laranjeiras, estreou no Teatro Dulcina (RJ) e prosseguiu por Vitória, Salvador, Maceió e Recife. Ainda nesse ano, lançou, pela Odeon, o LP "Nana Caymmi", contendo a faixa "Cais" (Milton Nascimento e Ronaldo Bastos), composta especialmente para a intérprete e incluída na trilha sonora da novela "Sinal de Alerta" (TV Globo).
Em 1979, apresentou-se, com Edu Lobo e o conjunto Boca Livre, no Teatro do Hotel Nacional e no Canecão, no Rio de Janeiro.
Em 1980, comandou "Nana Caymmi e seus amigos muito especiais", série de shows apresentados às segundas-feiras, no Teatro Villa-Lobos, com a participação de Isaurinha Garcia, Rosinha de Valença, Cláudio Nucci, Zezé Mota, Zé Luiz, Fátima Guedes, Sueli Costa, Jards Macalé e Claudio Cartier, entre outros. Fez temporada no Chico’s Bar, anexo do Castelo da Lagoa, no Rio de Janeiro, e realizou espetáculo de lançamento do disco "Mudança dos ventos" (Odeon), título da canção de Ivan Lins e Vitor Martins, inspirada no romance da cantora com o marido Claudio Nucci. Viajando em turnê pelo país. Participou, ao lado do Boca Livre, do "Projeto Pixinguinha".
Em 1981, "Canção da manhã feliz" (Haroldo Barbosa e Luiz Reis), na voz da cantora, foi incluída na trilha sonora da novela Brilhante (TV Globo). Seu espetáculo, na Sala Funarte, foi apontado pelo Jornal do Brasil como um dos dez melhores do ano.
Em 1982, apresentou-se em Algarve, Portugal. Realizou uma participação na telenovela Champagne (TV Globo), representando a si mesma e cantando "Doce presença" (Ivan Lins e Victor Martins), ao lado do pianista Edson Frederico. A canção fazia parte da trilha sonora da novela.
No ano seguinte, gravou, com César Camargo Mariano, o LP Voz e Suor (Odeon), disco premiado na França. Apresentou-se, ao lado do pianista, no 150 Night Club (SP), para lançamento do disco e participou do Festival de música de Nice, na França, com Dorival Caymmi e Gilberto Gil, entre outros.
No ano seguinte, em 1985, sua gravação de "Flor da Bahia" (Dori Caymmi e Paulo César Pinheiro) foi incluída na trilha sonora de da minissérie Tenda dos Milagres (TV Globo), baseada no romance homônimo de Jorge Amado.
No final de 1986, em comemoração ao centenário de nascimento de Villa-Lobos, iniciou uma série de shows pelo país, que teve continuidade no ano seguinte, interpretando obras do compositor, ao lado de Wagner Tiso e do grupo Uakti.
Em 1987, fez temporada de shows em Madri (Espanha). Lançou o disco "Nana", contando com a participação de seu filho, João Gilberto, na faixa "A lua e eu" (Cassiano e Paulo Zdanowski). No dia 3 de outubro desse mesmo ano, nasceu sua primeira neta, Marina Caymmi Meneses, filha de Denise Maria e Carlos Henrique de Meneses Silva.
No ano de 1988, fez show de lançamento do disco "Nana", no L’Onoràbile Società em São Paulo e no People Jazz, no Rio de Janeiro, seguindo em turnê pelo país.
Em 1989, participou da coletânea "Há sempre um nome de mulher", LP duplo produzido por Ricardo Cravo Albin para a campanha do aleitamento materno, do Banco do Brasil, cantando as músicas "Dora" e "Rosa morena", ambas de Dorival Caymmi. Nesse mesmo ano, ao lado do amigo Wagner Tiso, excursionou por várias cidades da Espanha e participou do Festival Internacional de Jazz de Montreux, na Suíça. A apresentação foi gravada ao vivo, gerando o LP "Só louco", lançado, no mesmo ano, pela EMI-Odeon.
Em 1991, voltou ao cenário artístico, participando, ao lado do irmão Danilo, de espetáculo realizado no Rio Show Festival, no Rio Centro, no Rio de Janeiro, que reuniu Dorival Caymmi e Tom Jobim, se apresentado pela primeira vez no mesmo palco. Participou novamente de um show de jazz no 25°. Festival de Montreux, dessa vez com o pai e os irmãos. O show foi gravado ao vivo e gerou o disco "Família Caymmi em Montreux", lançado no Brasil, no ano seguinte, pela PolyGram.
Em 1992, participou, no Rio Centro, RJ, da segunda edição do "Rio Show Festival", ao lado de Dorival Caymmi, Danilo Caymmi e Fagner. Lançou, pela Sony Music, o disco "O melhor da música brasileira", apresentando-se em temporada de shows na casa noturna Jazzmania (RJ). No dia 24 de abril desse mesmo ano, nasceu Carolina, sua segunda neta, filha de Denise e Carlos Henrique de Meneses Silva. Participou do "SP Festival", realizado no Anhembi (SP), ao lado de Dorival Caymmi, Danilo Caymmi e Gilberto Gil.
Em 1993, viajou a Portugal, para temporada de shows em Lisboa e no Porto, ao lado de Dorival e Danilo Caymmi. Gravou o disco "Bolero" (EMI), sucesso de vendagem, apresentando-se em longa temporada de shows no People Jazz (RJ) e seguindo em turnê pelo país. Críticos consideram que a cantora foi uma das responsáveis pela aceitação do bolero, graças a excelência do CD "Bolero", não só pelo público mas por outros artistas no mercado brasileiro - até então, ao menos no período, o gênero era considerado cafona. Esteve, também, em Nova Iorque, onde se apresentou no Blue Note, em show que contou com a participação de Danilo Caymmi.
Em 1994, lançou o CD "A noite do meu bem - As canções de Dolores Duran" (EMI), que contou com a participação de sua filha Denise Caymmi na faixa "Castigo". Fez show de lançamento do disco no Canecão, em seu primeiro espetáculo solo nessa casa, seguindo em turnê pelo país.
Em 1996, apresentou-se no Teatro Castro Alves, em Salvador, ao lado de Daniela Mercury, do pai Dorival e dos irmãos Dori e Danilo, em dois espetáculos comemorativos dos 50 anos das empresas Odebrecht. Lançou, nesse mesmo ano, o disco "Alma serena" (EMI), no Canecão, RJ e no Palace, SP, seguindo em turnê pelo país. Viajou, em seguida, para os Estados Unidos, onde se apresentou em Los Angeles e Nova Iorque, ao lado de Dori Caymmi.
Em 1997, gravou, no Teatro Rival, Rio de Janeiro, seu primeiro disco solo ao vivo, "No coração do Rio" (EMI), seguindo em turnê pelo país.
Em 1998, lançou o CD "Resposta ao tempo" (EMI), contendo a canção homônima (Cristóvão Bastos e Aldir Blanc), escolhida como tema musical de abertura da minissérie Hilda Furacão (TV Globo), de autoria de Gloria Perez, baseada no romance homônimo de Roberto Drummond. A música obteve bastante destaque, tendo sido muito executada nas rádios, nesse ano, popularizando a cantora que até então sofria o estigma de cantora para plateias sofisticadas. Apresentou-se, novamente, no Canecão, em show de lançamento do disco, viajando, em seguida, em turnê pelo país. No mesmo ano, "Fascinação" outra grande interpretação sua tornou-se tema de abertura da novela Fascinação, no SBT.
Em 1999, foi contemplada com o primeiro Disco de Ouro de sua carreira, pelas cem mil cópias vendidas do CD "Resposta ao Tempo" (EMI). Em seguida, "Suave Veneno" (Cristóvão Bastos e Aldir Blanc), mesma dupla que compôs o sucesso anterior, foi escolhida como tema da novela homônima. Lançou a coletânea "Nana Caymmi - Os maiores sucessos de novela" (EMI). Até então, contabilizava 48 músicas incluídas em trilhas de novela, séries e minisséries. Participou, ainda, do songbook de Chico Buarque (Lumiar Discos), interpretando a faixa "Olhos nos olhos".
Em 2000, comemorando 40 anos de carreira em disco, lançou o CD "Sangre de mi alma" (EMI), cantando em espanhol uma seleção de boleros, o segundo de sua carreira, como "Acércate más" (Osvaldo Farrés) e "Solamente una vez" (Agustin Lara), entre outros, com arranjos de Dori Caymmi e Cristóvão Bastos.
Em 2001, gravou o CD "Desejo", produzido por José Milton, responsável, aliás, por todos os seus discos desde 1994, com a participação de Zeca Pagodinho, em dueto com a cantora em "Vou ver Juliana" (Dorival Caymmi), Ivan Lins, ao piano na faixa "Só prazer" (Ivan Lins e Celso Viáfora) e sua sobrinha Alice, filha de Danilo Caymmi, em dueto com a tia na música "Seus olhos", de autoria da irmã, Juliana Caymmi. O disco registrou, com arranjos de Cristóvão Bastos, Dori Caymmi, Lincoln Olivetti e Paulão 7 Cordas, as canções "Saudade de amar" (Dori Caymmi e Paulo César Pinheiro), "Frases do silêncio" (Marcos Valle e Erasmo Carlos), "Fogueiras" (Ivan Lins e Vitor Martins), "Lero do bolero" (Kiko Furtado e Abel Silva), "Vinho guardado" (Danilo Caymmi e Paulinho Tapajós), "Desejo" (Fátima Guedes), "Naquela noite" (Claudio Cartier e Guto Marques), "Fumaça das horas" (Sueli Costa e Fausto Nilo), "Esse vazio" (Cristóvão Bastos e Dudu Falcão), "Marca da Paixão" (Marcio Proença e Marco Aurélio) e "Distância" (Dudu Falcão). Realizou show de lançamento do disco no Canecão (RJ), apresentando, além do repertório do CD, sucessos de sua carreira, como "Saudade de amar"- de Dori Caymmi e Paulo Cesar Pinheiro - da trilha sonora da novela "Porto dos Milagres" (TV Globo) e Resposta ao tempo (Cristóvão Bastos e Aldir Blanc), acompanhada de uma banda formada por Cristóvão Bastos (piano), Itamar Assiere (teclados), Ricardo Silveira (guitarra), Jorjão (baixo), Ricardo Pontes (sax e flauta), Ricardo Costa (bateria) e Don Chacal (percussão).
Em 2002, lançou o CD "O mar e o tempo", contendo exclusivamente obras de Dorival Caymmi, como "Saudade da Bahia" e "O bem do mar", entre outras, além da inédita "Desde ontem". O disco contou com a participação de seus irmãos Dori e Danilo, além de suas filhas, Stella e Denise, das netas Marina e Carolina e das sobrinhas Juliana e Alice. O disco foi baseado em 'Dorival Caymmi - o mar e o tempo", biografia do seu pai, escrito por sua filha Stella Caymmi, lançado no ano anterior, pela Editora 34 e indicado ao prêmio Jabuti em 2002.
Em 2003, foi lançado o songbook "O melhor de Nana Caymmi" (Editora Irmãos Vitale), produzido por Luciano Alves, contendo letras, cifras e partituras do repertório da cantora, além de um perfil biográfico, discografia, iconografia e cronologia assinados por sua filha, a jornalista e escritora Stella Caymmi.
Em 2004, em comemoração ao 90º aniversário do pai, lançou, com os irmãos Dori e Danilo, o CD "Para Caymmi, de Nana, Dori e Danilo", contendo exclusivamente canções de Dorival Caymmi: "Acontece que eu sou baiano", "Severo do pão/O samba da minha terra", "Vatapá", "Você já foi à Bahia?", "Requebre que eu dou um doce/Um vestido de bolero", "Lá vem a baiana", "A vizinha do lado/Eu cheguei lá", "O que é que a baiana tem?", "Dois de fevereiro/Trezentos e sessenta e cinco igrejas", "Saudade da Bahia", "O dengo que a nega tem", "São Salvador", "Eu não tenho onde morar/Maracangalha" e "Milagre". Os arranjos do disco foram assinados por Dori Caymmi.
Em 2005, lançou, ao lado de Danilo Caymmi, Paulo Jobim e Daniel Jobim, o CD "Falando de amor", dedicado à obra de Tom Jobim. Os músicos Jorge Hélder (baixo) e Paulinho Braga (bateria) participaram das gravações.
Em agosto de 2008, os pais de Nana (Dorival Caymmi e Stella Maria) faleceram em um curto intervalo de tempo fazendo com que Nana, muito abalada, cogitasse a possibilidade de deixar a carreira artística por achar que não tinha mais ao seu lado os seus maiores incentivadores, entrando em profunda tristeza.
Em dezembro de 2008 participou do programa musical Som Brasil Especial Dorival Caymmi, programa da TV Globo que foi dedicado ao compositor baiano dentro da grade de programas especiais do final do ano da emissora carioca.
Em abril de 2009, lançou mais um álbum em sua carreira. O álbum chamou-se "Sem Poupar Coração" (Dori Caymmi e Paulo Cesar Pinheiro), com catorze canções. Uma delas foi incluída com enorme sucesso, na novela das 21 horas Insensato Coração, exibida na TV Globo e dirigida por Gilberto Braga.
Em 2010, o diretor franco-suíço Georges Gachot lançou um documentário sobre a cantora, Rio Sonata, no Brasil e nos principais festivais de cinema do exterior.
No ano de 2012 sua interpretação de Flor da Noite, de Celso Fonseca e Ronaldo Bastos, fez parte da trilha sonora do remake da novela Gabriela produzida pela TV Globo e baseado no grande romance de Jorge Amado, Gabriela, Cravo e Canela.
Em 2013, em comemoração antecipada ao centenário do pai Dorival Caymmi (1914–2008), grava pela Som Livre junto com seus irmãos Dori e Danilo, o álbum intitulado CAYMMI, indicado em 2014 ao Grammy Latino de Melhor Álbum de Música Popular Brasileira. "O melhor de Nana Caymmi", Luciano Alves, Editora Irmãos Vitale, São Paulo, 2002.
Em 2019, seu álbum Nana Caymmi Canta Tito Madi foi indicado ao Grammy Latino de Melhor Álbum de Música Popular Brasileira de 2019. Em 2021, recebeu nova indicação da mesma premiação, desta vez na categoria Álbum do Ano pelo álbum Nana, Tom, Vinícius.

## Vida pessoal
Em 1961, casou-se com o médico venezuelano Gilberto José Aponte Paoli e mudou-se para a Venezuela. Nana morou em Caracas por quatro anos e lá nasceram, de parto normal, suas duas filhas: Stella Teresa Caymmi Aponte, em 1962, e Denise Maria Caymmi Aponte, em 1963.
Devido as traições e humilhações do marido, além de não ter conseguido adaptar-se à Venezuela, Nana desquitou-se e voltou grávida para o Brasil, em dezembro de 1965, com suas filhas pequenas. Em 1966, nasceu no Rio de Janeiro, também de parto normal, seu terceiro filho: João Gilberto Caymmi Aponte, e a partir de então se tornou a única responsável pelas crianças, mas conseguiu na justiça que o ex-marido pagasse a pensão dos filhos.
Em 1967, após alguns meses de namoro, foi viver junto com o cantor e compositor Gilberto Gil. Em 1969 separou-se dele pela impossibilidade de acompanhá-lo com seus três filhos pequenos para seu exílio na Inglaterra, devido à perseguição da ditadura militar à época.
Em 1970, iniciou um namoro com o cantor João Donato. O casal morou junto de 1972 a 1974. Após outros relacionamentos com atores e músicos, em 1979 começou um namoro com o cantor e compositor Claudio Nucci. Após três meses de namoro foram morar juntos. Em 1984, o casal separou-se. Esse foi seu último casamento, sem deixar de circular na mídia com alguns namorados ocasionais.
No dia 16 de dezembro de 1989, seu filho, João Gilberto, sofreu, no Rio de Janeiro, um grave acidente de motocicleta. A cantora passou o ano de 1990 dedicando-se exclusivamente aos cuidados do filho. Antes do acidente, Nana Caymmi sofreu com a dependência química do filho, que inclusive foi preso algumas vezes. Por conta desse acidente, João Gilberto sofreu traumatismo craniano e ficou quatro meses em coma. Como sequela do acidente, passou a viver em uma cadeira de rodas e ficou deficiente mental.
Nana Caymmi morava com seu filho em uma casa na zona sul carioca. A artista tinha duas netas, filhas de Denise, que era sua empresária. Sua filha Stella vive sozinha e é escritora. Em 2016, a cantora passou por uma cirurgia de remoção de um tumor na parte externa do estômago, afastando-se dos palcos.

## Morte
Nana Caymmi morreu no dia 1 de maio de 2025, aos 84 anos, após nove meses de internação na Casa de Saúde São José, no Rio de Janeiro para tratar de uma arritmia cardíaca. Segundo seu irmão Danilo Caymmi, ela enfrentou “um processo muito doloroso”, agravado por “várias comorbidades”.

É com muito pesar que eu comunico o falecimento da minha irmã, Nana Caymmi, e estamos, lógico, na família, todos muito chocados e tristes, mas ela também passou nove meses sofrendo de sofrimento em um hospital, UTI, um processo muito doloroso, de várias comorbidades, enfim, Eu queria que vocês ajudassem a divulgar esse falecimento dela para os fãs. Muitos fãs, o Brasil perde uma grande cantora, uma das maiores intérpretes que o Brasil já viu, de sentimento, de tudo, enfim. Nós estamos realmente todos muito tristes, mas ela terminou nove meses de sofrimento intenso dentro de uma UTI de hospital. Bom, enfim.— Danilo Caymmi

## Discografia

### Álbuns de estúdio[9]
- 1965 - Nana
- 1973 - Nana Caymmi
- 1975 - Nana Caymmi
- 1976 - Renascer
- 1977 - Nana
- 1979 - Nana Caymmi
- 1980 - Mudança dos Ventos
- 1981 - E a Gente Nem Deu Nome
- 1983 - Voz e Suor
- 1985 - Chora Brasileira
- 1988 - Nana
- 1993 - Bolero
- 1994 - A Noite do Meu Bem
- 1996 - Alma Serena
- 1998 - Resposta ao Tempo
- 2000 - Sangre de Mi Alma
- 2001 - Desejo
- 2002 - O Mar e o Tempo
- 2004 - Para Caymmi: de Nana, Dori e Danilo
- 2005 - Falando de Amor – Famílias Caymmi e Jobim Cantam Antônio Carlos Jobim
- 2007 - Quem Inventou o Amor
- 2009 - Sem Poupar Coração
- 2013 - Caymmi
- 2019 - Nana Caymmi Canta Tito Madi
- 2020 - Nana, Tom, Vinicius

### Álbuns ao vivo
- 1989 - Só Louco (com Wagner Tiso)
- 1997 - No Coração do Rio